# Entrimo
Entrimo és un municipi de la província d'Ourense a Galícia. Pertany a la Comarca da Baixa Limia.
| 3.389 | 3.602 | 3.257 | 2.777 | 1.370 |
| Fonts: INE i IGE (Els criteris de registre censal variaren i les dades de l'INE i de l'IGE poden no coincidir.) |       |       |       |       |